# Saint-Nizier-du-Moucherotte
Saint-Nizier-du-Moucherotte är en kommun i departementet Isère i regionen Auvergne-Rhône-Alpes i sydöstra Frankrike. Kommunen ligger i kantonen Villard-de-Lans som tillhör arrondissementet Grenoble. År 2022 hade Saint-Nizier-du-Moucherotte 1 132 invånare.

## Befolkningsutveckling
Antalet invånare i kommunen Saint-Nizier-du-Moucherotte
Referens:INSEE